# قرة درق سفلي
قرة درق سفلي هي قرية في مقاطعة كليبر، إيران. عدد سكان هذه القرية هو 141 في سنة 2006.